# Ordinul „Meritul Cultural” (România)

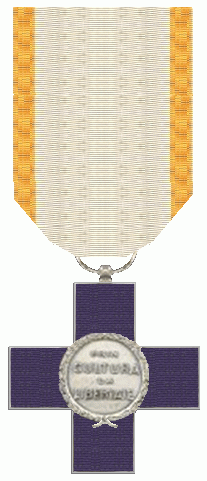
Ordinul „Meritul Cultural”

Ordinul „Meritul Cultural” este o decorație acordată pentru realizări deosebite în domeniul cultural. A fost înființat în 1931 prin Decretul Regal nr. 2680/1931.

## Prezentare generală
Putea fi acordat și instituțiilor, precum și persoanelor care nu sunt cetățeni ai României, dar au contribuit la popularizarea culturii românești.
Legea 8 din 9 ianuarie 2003 prevede că Ordinul Meritul Cultural este o decorație ce se acordă atât cetățenilor români și străini, cât și instituțiilor și așezămintelor publice de cultură din țară și străinătate, pentru talentul și serviciile deosebite aduse culturii, artei, științei și promovării spiritului caritabil, prin opere de creație, interpretare și sociale, de impact național.
Ordinul Meritul Cultural face parte din categoria decorațiilor civile pe domenii de activitate și se prezintă sub două forme cu valoare ierarhică egală: însemnul și rozeta.  Ordinul Meritul Cultural include 8 categorii, corespunzător activităților specifice și conexe domeniului cultural. Însemnul ordinului este identic pentru toate categoriile, dar panglicile sunt specifice fiecărei categorii.

## Recipienți de seamă
- Roza-Claire-Jeanne Lutic (1939-2022), Ordinul Meritul Cultural în grad de Cavaler, categoria F „Promovarea culturii” (2008)

## Vezi și
- Medalia „Meritul Cultural”